# Dom bontje
Een dom bontje is een spotnaam, naar analogie met "dom blondje", die sinds 2004 door de Nederlandse dierenbeschermingsorganisatie Bont voor Dieren gegeven wordt aan bekende Nederlanders die bont dragen.
Bekende Nederlanders kunnen worden genomineerd omdat ze bont dragen en/of zich 'dom' over bont hebben uitgelaten in de media. Daarna kan het publiek via een internetpoll een stem uitbrengen op een van de genomineerden, om hierdoor duidelijk te maken wie van hen "op de meest stuitende wijze in de huid van een ander kruipt".
In België organiseerde dierenrechtenbeweging Bite Back een gelijkaardige verkiezing in 2005 en 2006.

## Domme bontjes in Nederland
- 2004: Prinses Máxima[1]
- 2005: Koningin Beatrix[2]
- 2007: Fatima Moreira de Melo[3]
- 2008: Gerard Joling[4]
- 2009: Koningin Beatrix[5][6]
- 2010: Yolanthe Sneijder-Cabau[7][8]
- 2011: Sylvie van der Vaart[9]
- 2012: Prinses Máxima[10]
- 2013: Viktor & Rolf[11]
- 2014: Natasja Froger[12]
- 2015: Mart Visser[13]
- 2016: de Nederlandse nertsenfokkers[14]
- 2017: Wilfred Genee[15]
- 2018: Famke Louise[16]
- 2019: Lil'Kleine[17][18]
- 2020: Carola Schouten

## België
De Belgische dierenrechtenbeweging Bite Back heeft de internetverkiezing ook twee keer georganiseerd:
- 2005: Joke van de Velde[19]
- 2006: Véronique De Kock[20]

## Trivia
- Nadat zangeres Famke Louise in 2019 was uitgeroepen tot dom bontje van het jaar 2018, maakte zij in samenwerking met stichting Bont voor Dieren en het video-on-demandplatform Videoland de documentaire Bont Girl, waarin zij de bontindustrie in China ontmaskerde.[21]